# Сиисе Абшир
Сиисе Аадан Абшир (араб. عيسى عدن ابشير‎; 1 июня 1986, Могадишо, Сомали) — сомалийский футболист, нападающий. Выступал в национальной сборной Сомали.

## Биография

### Клубная карьера
Профессиональную карьеру начал в 2000 году в четырнадцать лет в сомалийском клубе «Эльман», вместе с командой становился четырежды чемпионом Сомали. В 2002 году вместе с командой играл на клубном Кубке КЕСАФА. В 2004 году вместе с вратарём Шейхом Абдулкадиром играл за команду «Симба» и стал чемпионом Танзании, забив 19 голов в 22 матчах.
В 2005 году перешёл в мальтийскую «Пьета Хотспурс» и сыграл в 7 матчах чемпионата Мальты, в которых забил 3 гола. С 2006 по 2008 год являлся игроком резервного состава «Лиллестрёма», который выступал в третьем по силе дивизионе Норвегии, в основной состав ему пробиться не удалось. Затем, на протяжении двух сезонов выступал за «Эйдсвольд». С 2011 года по 2013 год сменил три норвежских клуба — «Эльверум», «Аскер» и «Нюбергсунд». В 2014 году вернулся в «Эйдсвольд», где вновь играл на протяжении двух лет.
В 2016 году подписал контракт с командой КФУМ из столицы Норвегии, Осло. В Первом дивизионе Норвегии дебютировал 3 апреля 2016 года, в матче против «Рёуфосса» (0:0). После вылета клуба из Первого дивизиона перешёл в клуб «Улл/Киса».

### Карьера в сборной
В 2003 году дебютировал в национальной сборной Сомали. Участвовал на Кубках КЕСАФА в 2008 и 2010 годах. В 2011 году провёл два матча в первом раунде отборочного турнира на чемпионат мира 2014 против Эфиопии.
По данным National Football Teams за сборную провёл 11 матчей и забил 2 гола.

## Достижения
- Чемпион Танзании (1): 2004
- Чемпион Сомали (4): 2000, 2001, 2002, 2003